# Unterwaldhausen

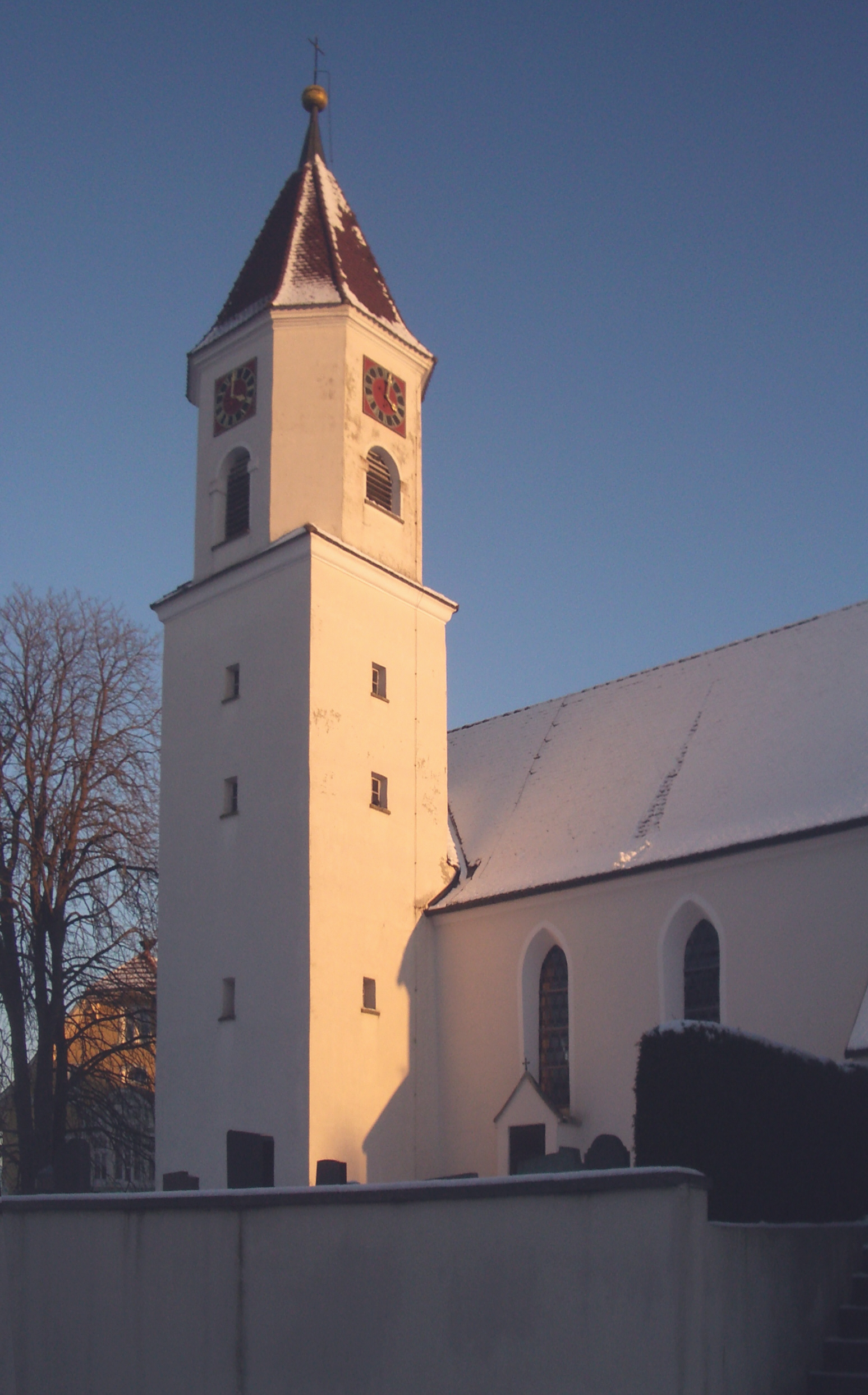
Pfarrkirche Allerheiligen in Unterwaldhausen

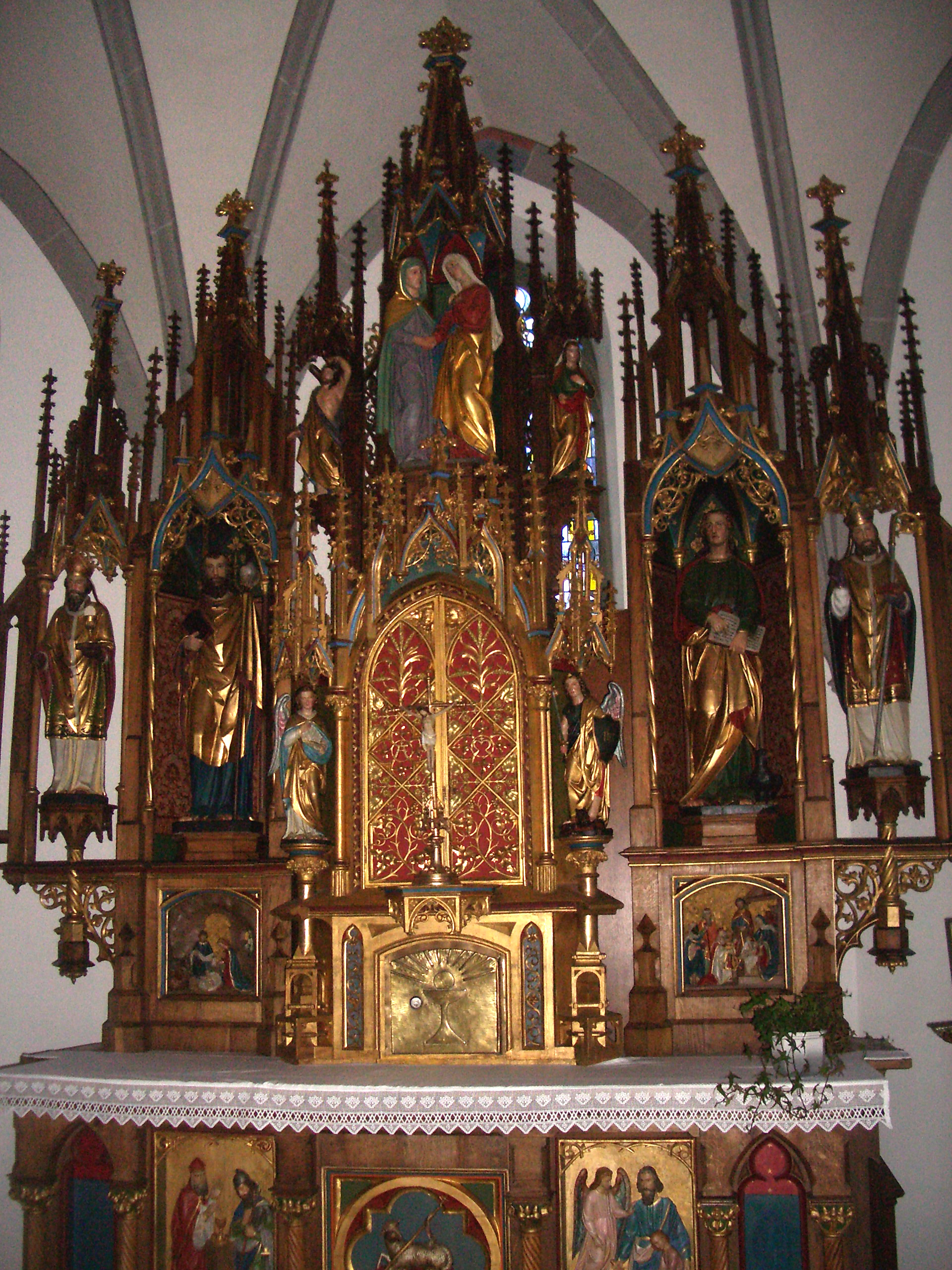
Hochaltar der Pfarrkirche in Unterwaldhausen

Unterwaldhausen ist eine Gemeinde im Landkreis Ravensburg in Baden-Württemberg.
Seit dem 1. Januar 1972 ist die Gemeinde ein Mitglied im Gemeindeverwaltungsverband Altshausen mit Sitz in Altshausen.

## Geographie

### Lage
Unterwaldhausen liegt an der oberen Ostrach nahe dem Pfrunger Ried. 51 ha des Gemeindegebiets sind von Wald bedeckt.

### Struktur
Zur Gemeinde gehören die Ortschaften Unterwaldhausen und Oberwaldhausen sowie die Weiler Wendenreute, Spitalhöfe und Schnaidhöfe.

### Schutzgebiete
Die Gemarkung Unterwaldhausen liegt im Landschaftsschutzgebiet Altshausen-Laubbach-Fleischwangen.

## Geschichte

### Mittelalter und frühe Neuzeit
1246 wurde Unterwaldhausen als Walthusen erstmals urkundlich erwähnt. In Unterwaldhausen und Oberwaldhausen (superior Walthusen) hatte die Benediktinerabtei Weingarten Besitz.
Die Pfarrkirche Allerheiligen in Unterwaldhausen wird erstmals 1275 in einem Steuerregister genannt. 1353 stand die Pfarrei unter dem Patronat der Ravensburger Patrizierfamilie Maienberg. 1508 war sie dem Kloster Weingarten inkorporiert.
Die Gerichtsbarkeit über Unterwaldhausen und Oberwaldhausen wurde von den Grafen von Königsegg ausgeübt. 1693 traten diese die Gerichtsbarkeit im Tausch gegen den Weiler Wolfertsreute an das Kloster Weingarten ab. Die Besitzungen des Klosters waren im „Amt Unterwaldhausen“ zusammengefasst.

### Seit der Zugehörigkeit zu Württemberg
Im Zuge der Säkularisation kam der Ort 1806 zum Königreich Württemberg. Unterwaldhausen gehörte zunächst für mehr als ein Jahrhundert zum Oberamt Saulgau. Bei der Kreisreform während der NS-Zeit in Württemberg gelangte die Gemeinde 1938 zum neu umrissenen Landkreis Saulgau. Im Jahre 1945 wurde Unterwaldhausen Teil der Französischen Besatzungszone und kam somit zum Nachkriegsland Württemberg-Hohenzollern, welches 1952 im Bundesland Baden-Württemberg aufging. Seit der Kreisreform von 1973 ist der Ort Teil des Landkreises Ravensburg.

### Religion
- Die Gemeinde ist der Sitz der katholischen Pfarrei Allerheiligen, die zur Seelsorgeeinheit Altshausen im Dekanat Saulgau der Diözese Rottenburg-Stuttgart gehört.
- Die evangelischen Christen der Gemeinde gehören zur Kirchengemeinde Altshausen im Kirchenbezirk Biberach der Württembergischen Landeskirche.

## Politik

### Gemeinderat
Der Gemeinderat in Unterwaldhausen besteht aus den gewählten acht ehrenamtlichen Gemeinderäten und dem Bürgermeister als Vorsitzendem. Der Bürgermeister ist im Gemeinderat stimmberechtigt. Bei der Kommunalwahl am 9. Juni 2024 wurde der Gemeinderat durch Mehrheitswahl gewählt. Mehrheitswahl findet statt, wenn kein oder nur ein Wahlvorschlag (Bürgerliste Hermaringen) eingereicht wurde. Die Bewerber mit den höchsten Stimmenzahlen sind dann gewählt.

### Bürgermeister
Am 16. November 2008 wurde Josef Schill als ehrenamtlicher Bürgermeister wiedergewählt. Er wurde ohne Gegenkandidat und ohne Gegenstimme mit 100 % der abgegebenen gültigen Stimmen für eine dritte Amtszeit bestätigt. Die Wahlbeteiligung lag bei 72,5 Prozent.
Im November 2016 wurde Schill für seine vierte Amtszeit mit 99,3 % der Stimmen gewählt. Bei der Bürgermeisterwahl 2024 trat er nicht mehr an. Daraufhin wurde Jochen Currle ohne Gegenkandidat mit 95 Prozent zum neuen Bürgermeister gewählt.

### Wappen
| Wappen der Gemeinde Unterwaldhausen | Blasonierung: „In Gold (Gelb) aus grünem Dreiberg wachsend, ein in der Form einer Abtsstab-Krümme linkshin gebogener grüner Lindenzweig, aus dem fünf grüne Blätter sprießen.“ |
| Wappen der Gemeinde Unterwaldhausen | Wappenbegründung: Das Schildbild ist vom Siegel des Peter Maigenberg von 1372 abgeleitet. Es spricht die historischen Beziehungen des Ravensburger Bürgergeschlechts der Maigenberger zur Pfarrei Unterwaldhausen an. Die an eine Abtsstab-Krümme erinnernde Form des Lindenzweiges weist zugleich auf das Kloster Weingarten hin, das seit dem 13. Jahrhundert hier Grundherr gewesen ist. Zur besseren Unterscheidung von dem ähnlich geformten Weinstock in der Wappentradition des Klosters und der Stadt Weingarten wurde die „Krümme“ des Lindenzweigs im Wappen von Unterwaldhausen nach heraldisch links gewendet. Das Landratsamt Ravensburg hat das Wappen und die Flagge am 22. August 1980 verliehen. |

## Kultur und Sehenswürdigkeiten

### Musik
- Der Musikverein Unterwaldhausen wurde 1921 gegründet und tritt bei Festen und Konzerten in Unterwaldhausen und Umgebung auf. Außerdem gehen die 52 aktiven Mitglieder (Stand: 2004) der Blasmusikkapelle des Vereins regelmäßig auf Konzertreisen, die sie bis nach Frankreich, Kanada, in die USA und nach Brasilien führten.

### Sehenswürdigkeiten
- Die Pfarrkirche Allerheiligen in Unterwaldhausen ist ein Bau der Gotik, der Turm ist älter. Der Kirchenraum wird beherrscht von einem neugotischen Hochaltar von 1879, der bis 2005 umfassend renoviert wurde.
- Dreifaltigkeitskapelle von 1790 in Oberwaldhausen

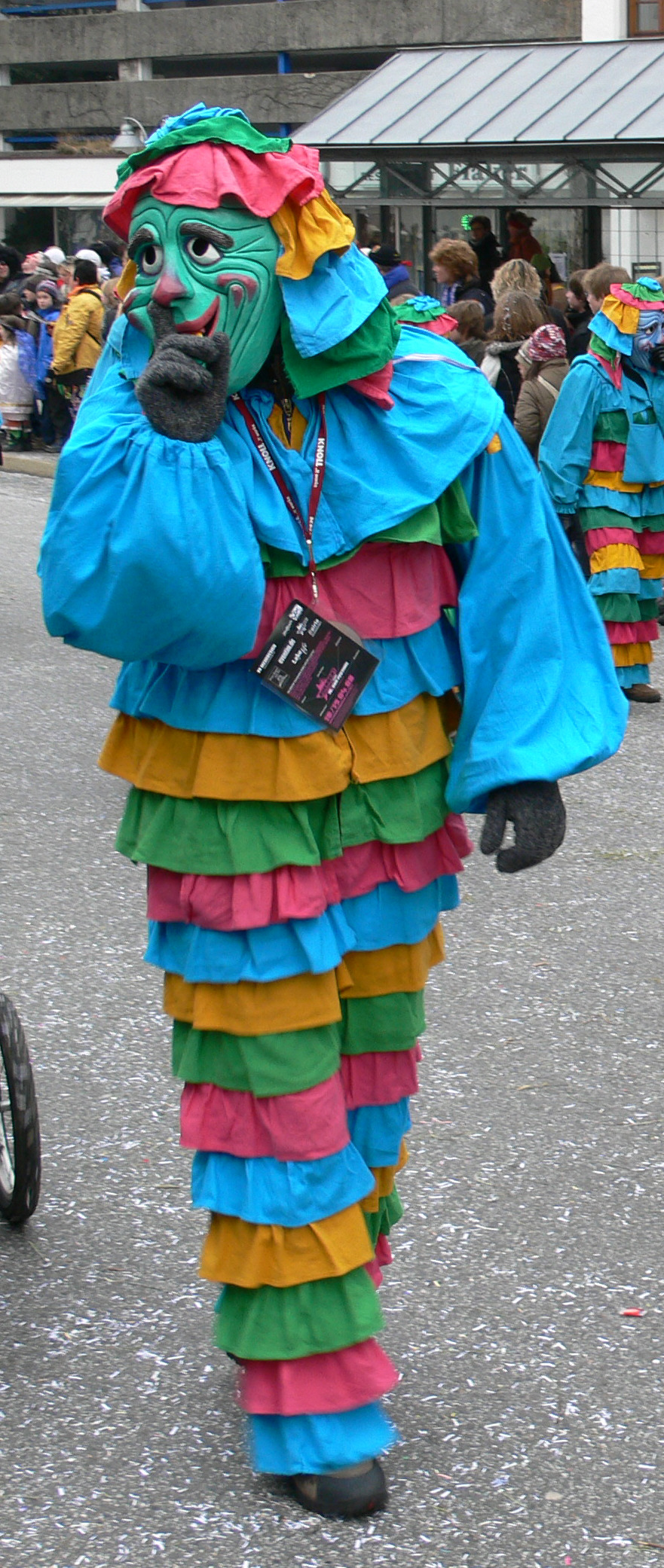
Rambassler der Narrenzunft Rambassler

### Regelmäßige Veranstaltungen
- Frühlingsfest
- Bruderschaftsfest
- Schwäbisch-alemannische Fasnet mit der „Narrenzunft Rambassler“
- Ska Festival